# Uri Orbach
Uri Shraga Orbach (Hebreeuws: אורי שרגא אורבך) (Petach Tikwa, 28 maart 1960 – Jeruzalem, 16 februari 2015) was een Israëlische politicus van het Het Joodse Huis. Hij was vanaf 2013 tot aan zijn dood minister van Pensioenzaken in het kabinet-Netanyahu III. Voor zijn politieke loopbaan was hij werkzaam als journalist en columnist. Daarnaast heeft hij een aantal kinderboeken op zijn naam staan.
Orbach volgde een hesder jesjiva en vervulde daarnaast zijn dienstplicht bij de gemechaniseerde infanterie. Vervolgens legde hij zich toe op het schrijven van columns voor de krant Yediot Ahronot en was hij een van de gastheren van The Last Word, een radio-uitzending van het Israëlische leger.
Behalve het schrijven van kinderboeken, lanceerde en redigeerde hij twee tijdschriften voor kinderen, Otiot en Sukariot geheten. Ook stelde hij een woordenboek met religieus-zionistisch jargon (My Grandfather Was a Rabbi) samen.
Voorafgaand aan de verkiezingen van 2009 werd hij lid van het rechts-nationalistische en religieus-zionistische HaBajiet HaJehoedie (Het Joodse Huis) en kwam na de verkiezingen voor deze partij in de Knesset terecht. Daarenboven werd hij op 18 maart 2013 minister van Pensioenzaken in het kabinet-Netanyahu III.
Uri Orbach was getrouwd en had vier kinderen. Hij woonde in Modi'ien-Makkabiem-Re'oet, een stad pal tegen de westzijde van de Westelijke Jordaanoever.
Vanwege medische redenen (hij leed aan een chronische bloedziekte) nam hij in januari 2015 verlof. De maand erop verergerde zijn gezondheidstoestand zodanig dat hij halverwege de maand op 54-jarige leeftijd in het Shaare Tzedek Medical Center te Jeruzalem overleed.
- Gemeinsame Normdatei: 1080243526
- International Standard Name Identifier: 0000 0000 8438 9404
- Library of Congress Control Number: no93016040
- MusicBrainz: 1c99c61a-cf60-4264-b978-41e78aac414d
- Nationale Bibliotheek van Israël: 987007309835905171
- Virtual International Authority File: 34028834
- WorldCat: E39PBJjRVD7Wb6c7Q7Y73M7T73